# Iekaterínovka (Uliànovsk)
|  | Per a altres significats, vegeu «Iekaterínovka». |

Iekaterínovka (en rus: Екатериновка) és un poble de l'óblast d'Uliànovsk, a Rússia, que el 2010 tenia 77 habitants. Pertany al districte municipal de Kuzovàtovo.